# 巴塔諾夫奇
巴塔諾夫奇（保加利亞語：}）是保加利亞的城鎮，位於該國西部，距離首都索菲亞46公里，毗鄰拉多米爾和佩爾尼克，由佩爾尼克州負責管轄，海拔高度663米，2012人口1,912。